# Championnat d'Europe de Formule 2 1977
Navigation
1976 1978
Le championnat d'Europe de Formule 2 1977 est la onzième édition du championnat d'Europe de F2. Il a été remporté par le français René Arnoux, de l'écurie Renault.

## Courses de la saison 1977
| no  | Date       | Épreuve                       | Lieu              | Vainqueur        | Voiture         | Équipe                       | Résumé |
| --- | ---------- | ----------------------------- | ----------------- | ---------------- | --------------- | ---------------------------- | ------ |
| 112 | 6 mars     | BRDC International Trophy     | Silverstone       | René Arnoux      | Martini-Renault | Écurie Renault Elf           | Résumé |
| 113 | 11 avril   | BARC 200                      | Thruxton          | Brian Henton     | Boxer-Hart      | Netherton & Worth Boxer Cars | Résumé |
| 114 | 17 avril   | Trophée d'Allemagne           | Hockenheim        | Jochen Mass      | March-BMW       | March Racing                 | Résumé |
| 115 | 1 mai      | Grand Prix de l'Eifel         | Nürburg           | Jochen Mass      | March-BMW       | March Racing                 | Résumé |
| 116 | 15 mai     | Grand Prix de Rome            | Vallelunga        | Bruno Giacomelli | March-BMW       | March Racing                 | Résumé |
| 117 | 30 mai     | Grand Prix de Pau             | Pau               | René Arnoux      | Martini-Renault | Écurie Renault Elf           | Résumé |
| 118 | 19 juin    | Grand Prix du Mugello         | Mugello           | Bruno Giacomelli | March-BMW       | March Racing                 | Résumé |
| 119 | 26 juin    | Grand Prix de Rouen           | Rouen-les-Essarts | Eddie Cheever    | Ralt-BMW        | Project Four Racing          | Résumé |
| 120 | 12 juillet | Grand Prix de Nogaro          | Nogaro            | René Arnoux      | Martini-Renault | Écurie Renault Elf           | Résumé |
| 121 | 24 juillet | Grand Prix de la Méditerranée | Enna-Pergusa      | René Arnoux      | Martini-Renault | Écurie Renault Elf           | Résumé |
| 122 | 7 août     | Grand Prix de l'Adriatique    | Misano            | Keke Rosberg     | Chevron-Hart    | Fred Opert Racing            | Résumé |
| 123 | 2 octobre  | Grand Prix d'Estoril          | Estoril           | Didier Pironi    | Martini-Renault | Écurie Renault Elf           | Résumé |
| 124 | 30 octobre | Donington Park Trophy         | Donington Park    | Bruno Giacomelli | March-BMW       | March Racing                 | Résumé |

Notes: Certaines courses se disputaient en deux manches. Ne sont indiqués dans ce tableau que les vainqueurs du classement cumulé.

## Classement

### Attribution des points
| Points | 9 | 6 | 4 | 3 | 2 | 1 |

### Classement des pilotes
| Place | Pilote                   | Écurie                       | Chassis | Moteur  | SIL | THR | HOC | NÜR | VLL | PAU | MUG | ROU | NOG | EMM | MIS | EST | DON | Points |
| ----- | ------------------------ | ---------------------------- | ------- | ------- | --- | --- | --- | --- | --- | --- | --- | --- | --- | --- | --- | --- | --- | ------ |
| 1     | René Arnoux              | Écurie Renault Elf           | Martini | Renault | 9   | -   | 9   | 3   | -   | 9   | -   | -   | 9   | 6   | -   | 6   | 1   | 52     |
| 2     | Eddie Cheever            | Project Four Racing          | Ralt    | BMW     | -   | 6   | -   | 9   | 4   | -   | -   | 9   | 2   | -   | 6   | 4   | -   | 40     |
| 3     | Didier Pironi            | Écurie Renault Elf           | Martini | Renault | -   | -   | -   | 4   | 6   | 6   | -   | 4   | -   | 3   | 2   | 9   | 4   | 38     |
| 4     | Riccardo Patrese         | Trivellato Racing Team       | Chevron | BMW     | 1   | 2   | 6   | -   | -   | 4   | 6   | 6   | 6   | -   | -   | 1   | -   | 32     |
|       | Bruno Giacomelli         | Euroracing                   | March   | Hart    | -   | -   | -   | 2   |     |     |     |     |     |     |     |     |     | 32     |
| March | Bruno Giacomelli         | Euroracing                   | BMW     |         |     |     |     | 9   | -   | 9   | -   | 3   | -   | -   | -   | 9   |     | 32     |
| 6     | Keke Rosberg             | Fred Opert Racing            | Chevron | Hart    | -   | -   | 1   | 6   | -   | -   | -   | -   | -   | 9   | -   | 3   | 6   | 25     |
| 7     | Alberto Colombo (en)     | Euroracing                   | March   | BMW     | 2   | 3   | 2   | -   | 2   | 3   | 4   | 1   | 1   | -   | -   | -   | -   | 18     |
|       | Ingo Hoffmann            | Project Four Racing          | Ralt    | BMW     | 3   | -   | -   | 1   | -   | -   | -   | 2   | 4   | 4   | 4   | -   | -   | 18     |
| 9     | Alessandro Pesenti-Rossi | Euroracing                   | March   | Hart    | -   | -   | 4   | -   |     |     |     |     |     |     |     |     |     | 13     |
| 9     | Alessandro Pesenti-Rossi | Euroracing                   | March   | BMW     |     |     |     |     | 3   | -   | 3   | -   | -   | -   | 3   | -   | -   | 13     |
| 10    | Brian Henton             | Netherton & Worth Boxer Cars | Boxer   | Hart    | -   | 9   | 3   | -   | -   | -   | -   | -   | -   | -   | -   | -   | -   | 12     |
| 11    | Lamberto Leoni           | Trivellato Racing Team       | Chevron | Ferrari | -   | -   | -   | -   | -   | -   | -   | -   | -   | -   | 9   | -   | -   | 9      |
| 12    | Ray Mallock              | Ardmore Racing               | Chevron | Hart    | 6   | -   | -   | -   | -   | -   | -   | -   | -   | -   | -   | -   | -   | 6      |
| 13    | Marc Surer               | Hohmann Auto Technik         | March   | BMW     | -   | -   | -   | -   | -   | -   | 2   | -   | -   | -   | -   | -   |     | 5      |
| 13    | Marc Surer               | March Racing                 | March   | BMW     |     |     |     |     |     |     |     |     |     |     |     |     | 3   | 5      |
| 14    | Patrick Nève             | March Racing                 | March   | BMW     | 4   | -   | -   | -   | -   | -   | -   | -   | -   | -   | -   | -   | -   | 4      |
|       | Alex Ribeiro             | March Racing                 | March   | BMW     | -   | 4   | -   | -   | -   | -   | -   | -   | -   | -   | -   | -   | -   | 4      |
| 16    | Gaudenzio Mantova        | ?                            | March   | BMW     | -   | -   | -   | -   | -   | 2   | -   | -   | -   | 2   | -   | -   | -   | 4      |
| 17    | Gianfranco Brancatelli   | Scuderia Everest             | Ralt    | Ferrari | -   | -   | -   | -   | -   | -   | -   | 3   | -   | -   | -   | -   | -   | 3      |
| 18    | Derek Daly               | Chevron Racing               | Chevron | Hart    | -   | -   | -   | -   | -   | -   | -   | -   | -   | -   | -   | 2   | -   | 2      |
|       | Danny Sullivan           | Netherton & Worth Boxer Cars | Boxer   | Hart    | -   | -   | -   | -   | -   | -   | -   | -   | -   | -   | -   | -   | 2   | 2      |
| 20    | Hans Royer               | Fred Opert Racing            | Chevron | Hart    | -   | 1   | -   | -   | -   | -   | -   | -   | -   | -   | -   | -   | -   | 1      |
|       | Luciano Pavesi           | ?                            | Ralt    | Hart    | -   | -   | -   | -   | 1   | -   | -   | -   | -   | -   | -   | -   | -   | 1      |
|       | Ricardo Zunino           | March Racing                 | March   | Hart    | -   | -   | -   | -   | -   | 1   | -   | -   | -   | -   | -   | -   | -   | 1      |
|       | Bernard de Dryver        | Team Gubelmann & Gerard      | March   | BMW     | -   | -   | -   | -   | -   | -   | 1   | -   | -   | -   | -   | -   | -   | 1      |
|       | "Gianfranco"             | Scuderia Everest             | Ralt    | Ferrari | -   | -   | -   | -   | -   | -   | -   | -   | -   | 1   | -   | -   | -   | 1      |
|       | Patrick Bardinon         | Maublanc Racing Service      | March   | BMW     | -   | -   | -   | -   | -   | -   | -   | -   | -   | -   | 1   | -   | -   | 1      |